# Паланцено
Паланцено (итал. Pallanzeno) је насеље у Италији у округу Вербано-Кузио-Осола, региону Пијемонт.
Према процени из 2011. у насељу је живело 1176 становника. Насеље се налази на надморској висини од 231 м.

## Становништво
Према резултатима пописа становништва 2011. у општини је живело 1.176 становника.
| 1931. | 1936. | 1951. | 1961. | 1971. | 1981. | 1991. | 2001. | 2011. |
| ----- | ----- | ----- | ----- | ----- | ----- | ----- | ----- | ----- |
| 787   | 815   | 1.002 | 1.085 | 1.127 | 1.247 | 1.230 | 1.210 | 1.176 |